# Micro-irrigation

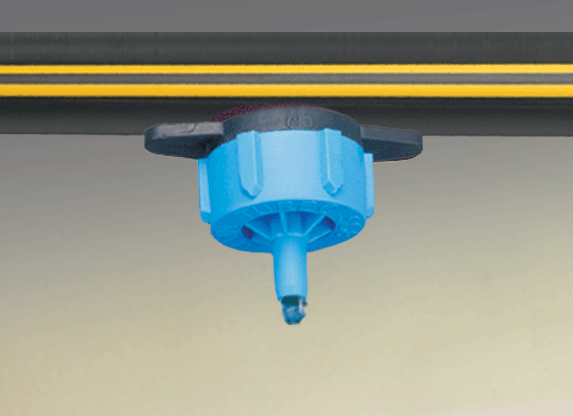
Système d'irrigation par goutte-à-goutte.

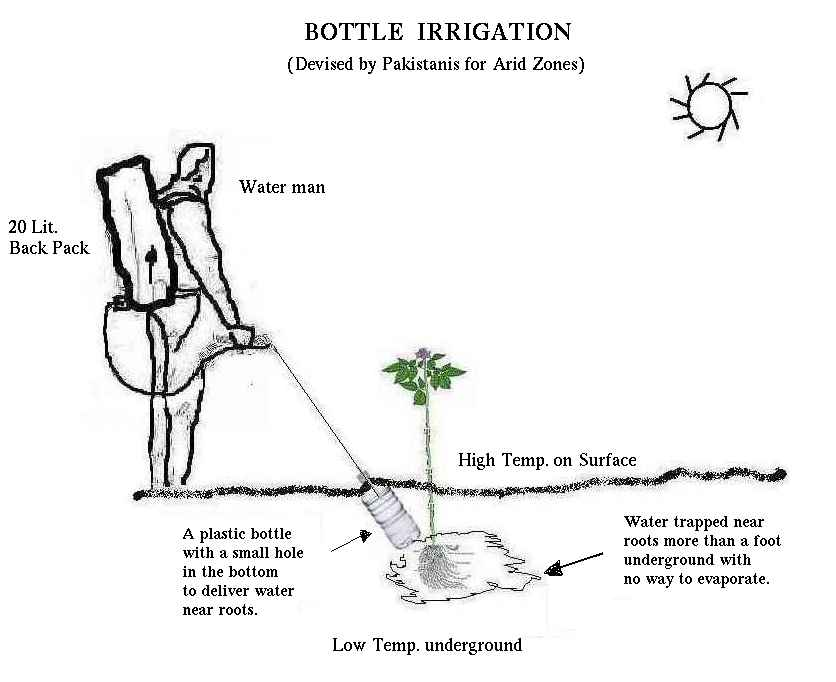
Une variante avec une bouteille enterrée.

La micro-irrigation est une méthode d'irrigation utilisée en zone aride, qui réduit au maximum l'utilisation de l'eau et de l'engrais.
Il existe plusieurs types de micro-irrigation, le plus répandu aujourd'hui étant le « goutte-à-goutte » (souvent raccourci par l'acronyme GAG), où l'eau s'égoutte lentement vers les racines des plantes par un système de tuyaux, soit en coulant à la surface du sol soit en irriguant directement la rhizosphère (on parle alors de goutte à goutte enterré ou GGE).
Cette technique israélienne est l'innovation la plus importante dans l'agriculture depuis l'invention des asperseurs dans les années 1930, qui avait déjà remplacé à l'époque une irrigation nécessitant trop d'eau.
Le goutte-à-goutte peut également utiliser des dispositifs appelés « tête de micro-vaporisation » ou « micro-asperseur » qui pulvérisent de l'eau sur une petite zone (micro aspersion). Ce système est généralement utilisé dans des vergers ou pour la vigne qui sont des cultures à zone racinaire plus large.

## Histoire

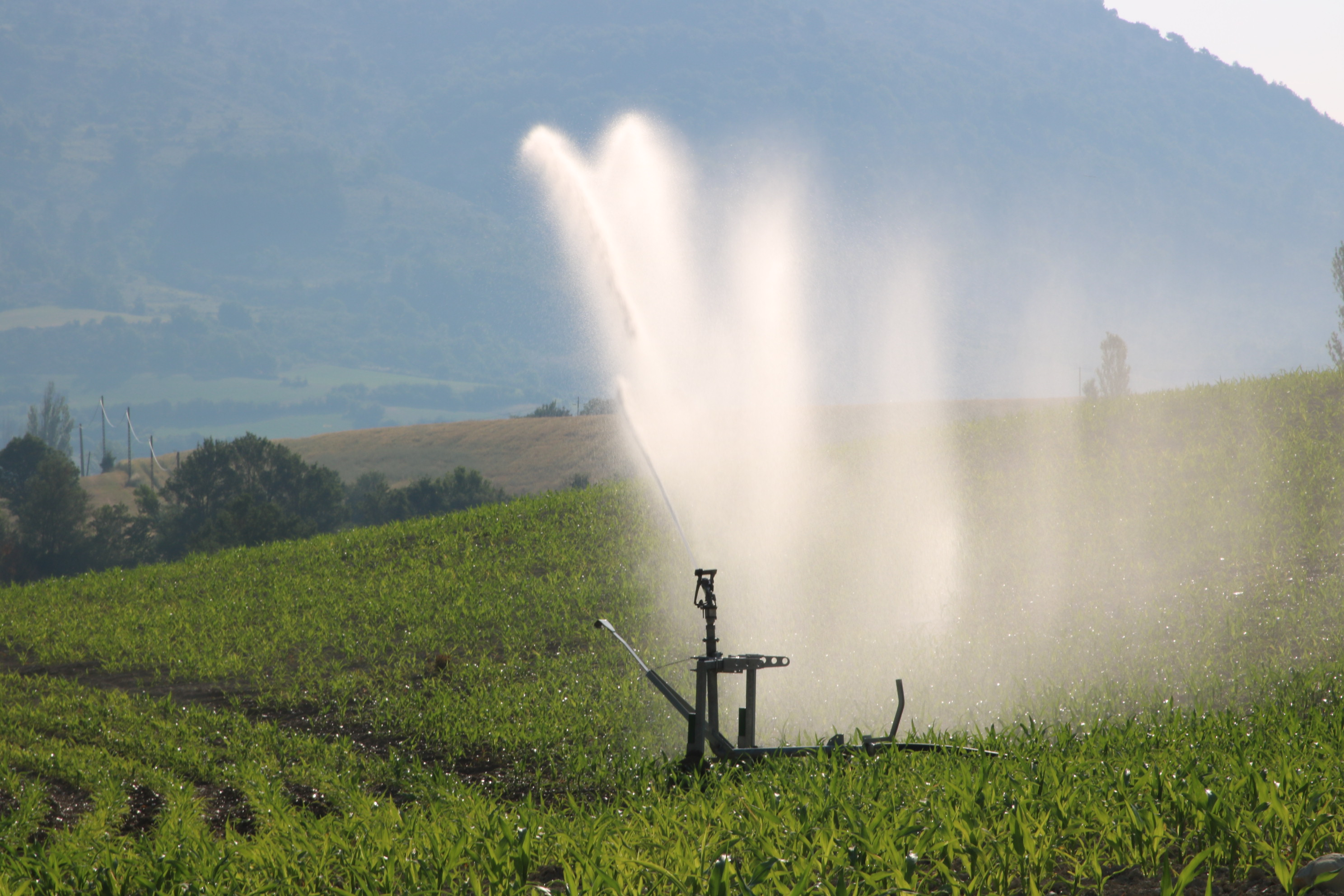
Asperseur (une plus grande partie de l'eau s'évapore et ruisselle qu'avec la micro-irrigation. Au contraire, l'aspersion permet davantage de lessiver le sol et évacuer les excès (sels).

La micro-irrigation a été utilisée depuis l'Antiquité où l'on enterrait des pots d'argile remplis d'eau afin que l'eau s'infiltre graduellement dans le sol (Irrigation par jarre). Des méthodes similaires ont été utilisées dans les serres en Europe dans des serres, jusqu'au milieu du XXe siècle. Cette technique ancestrale fait l'objet d'un regain d'intérêt aujourd'hui, bien qu'elle ne soit encore connue que de façon marginale.

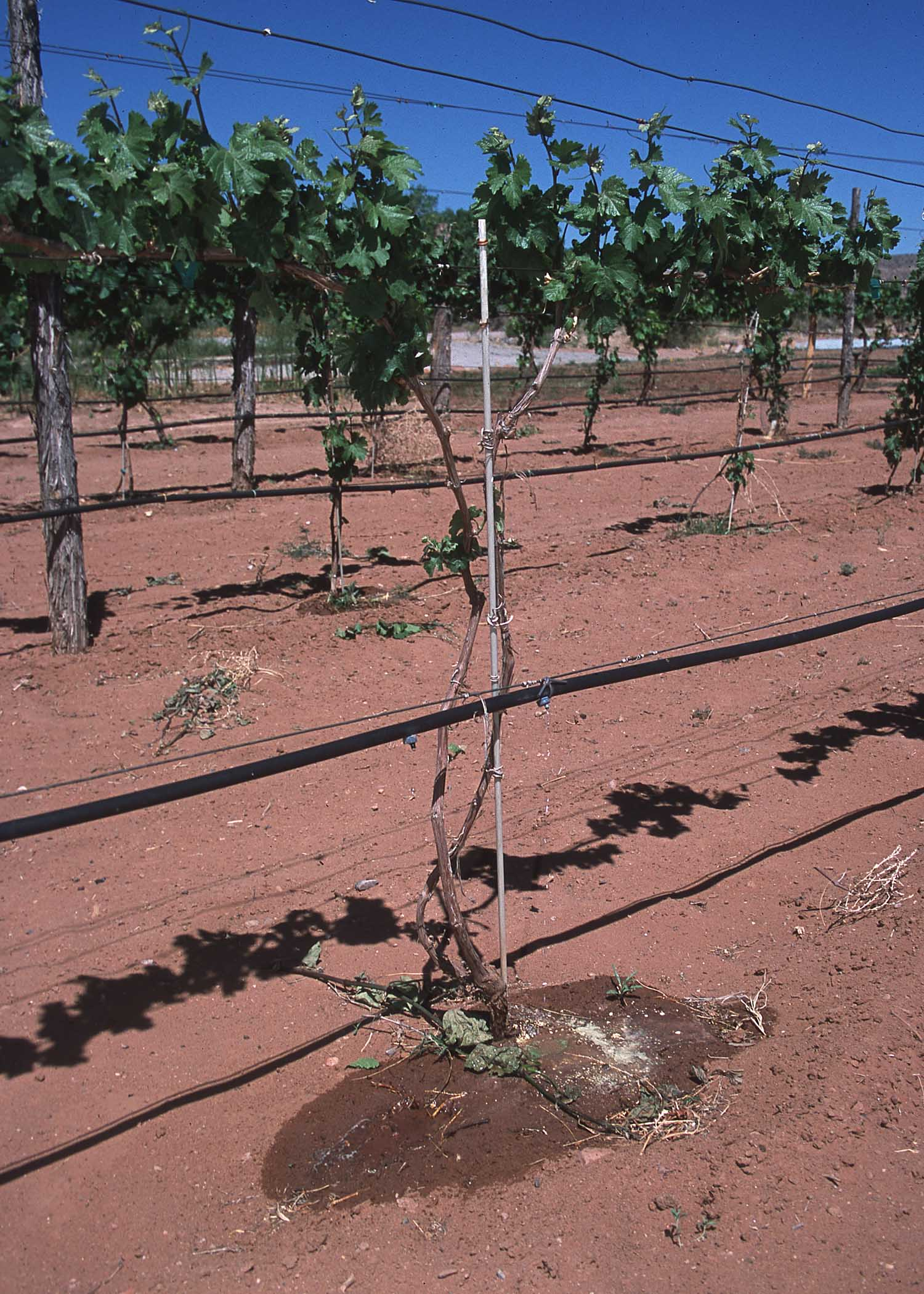
Goutte à goutte dans une vigne du Nouveau-Mexique, 2002.

L'irrigation par goutte à goutte moderne s'est quant à elle développée en Allemagne vers 1860 quand les chercheurs ont commencé à expérimenter la subirrigation à l'aide de tuyau d'argile pour créer une combinaison d'irrigation et de système de drainage. Dans les années 1920, des tuyaux perforés ont été testés en Allemagne, puis O.E. Robey a expérimenté l'irrigation par tuyau poreux de toile à l'université du Michigan.
Avec l'arrivée des plastiques modernes après la Seconde Guerre mondiale, des améliorations deviennent possibles. Des micro-tubes de plastique et divers types d'émetteurs sont employés en serre en Europe et aux États-Unis.
La technologie moderne d'irrigation par goutte à goutte est inventée en Israël par l'ingénieur des eaux (en)Simcha Blass et son fils Yeshayahu. Au lieu de libérer l'eau par des trous minuscules, facilement obstrués par des particules minuscules, l'eau est libérée par de plus grands et plus longs passages en employant le frottement pour ralentir l'eau à l'intérieur d'un émetteur en plastique.
Le premier système expérimental de ce type est établi en 1959 quand les partenaires de S. Blass au Kibboutz Hatzerim créent une compagnie d'irrigation nommée Netafim,. Ensemble, ils développent et font breveter le premier émetteur extérieur d'irrigation par goutte à goutte,,. Cette méthode très performante se développe ensuite en Australie, en Amérique du Nord et en Amérique du Sud vers la fin des années 1960.
Dan Goldberg et M. Shmueli de la faculté de Rehovot développent à leur tour une amélioration significative : « dans le désert de l'Arava au sud d'Israël, [Shmueli] a démontré qu'un système d'irrigation par goutte-à-goutte installé à la surface du sol fonctionnait exceptionnellement bien pour produire des cultures maraîchères, même avec de l'eau salée. (Elfving, 1989). Le système... était responsable du verdissement d'un environnement autrefois improductif ». C'est donc ce système qui a permis au désert du Negev de fleurir.

## Composants

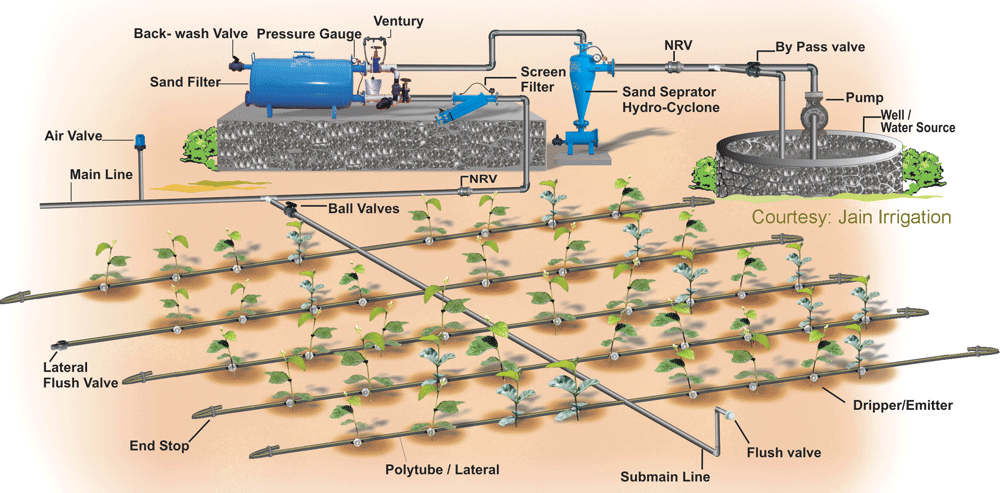
Système d'irrigation au goutte à goutte.

La plupart des grands systèmes d'irrigation par goutte à goutte utilisent un certain type de filtre à eau pour empêcher l'obstruction du petit tuyau d'écoulement. Certains systèmes résidentiels sont installés sans filtres additionnels puisque l'eau potable est déjà filtrée. Pratiquement tous les fabricants d'équipement d'irrigation par égouttement recommandent que des filtres soient utilisés et généralement n'honoreront pas des garanties à moins que ceci soit fait.
Éviter le colmatage des gaines et des goutteurs est encore plus crucial pour le goutte à goutte enterré, car l'entretien est rendu difficile du fait l'enterrement des tuyaux. Des systèmes innovants voient le jour permettant de conserver une efficience d’application proche de 100 %, même en cas d’accumulation importante de particules dans le réseau. De plus, grâce à cette capacité de conserver une bonne efficience, il est possible d’épandre des engrais hydrosolubles.

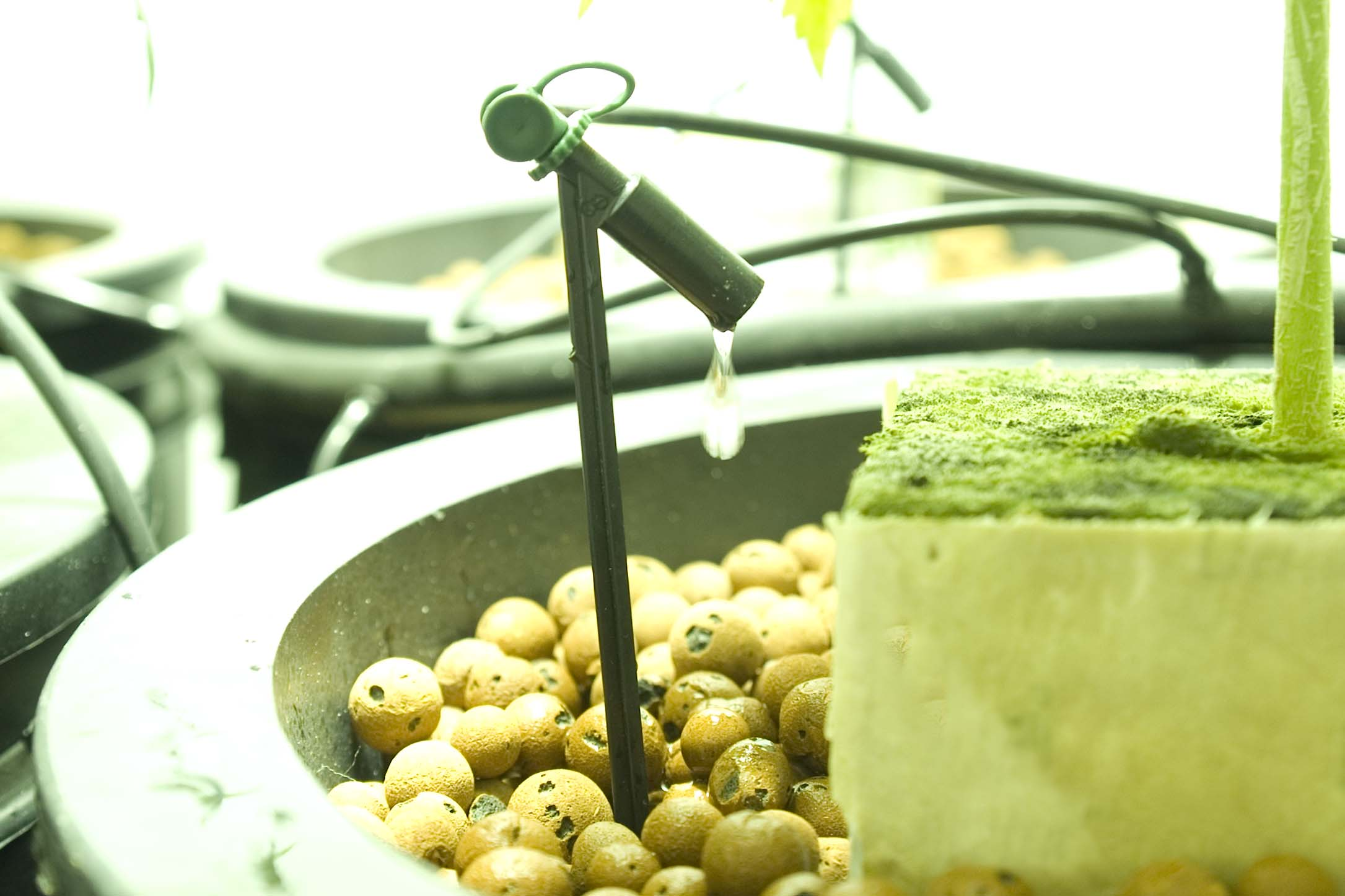
Émetteur goutte à goutte sur une installation hydroponique en laine de roche et en argile expansée.

En micro-irrigation, l'utilisation d'engrais traditionnels en surface est parfois inefficace, ainsi les systèmes de micro-irrigation mélangent souvent de l'engrais liquide ou des pesticides à l'eau d'irrigation. D'autres produits chimiques tels que le chlore ou l'acide sulfurique sont également utilisés pour nettoyer périodiquement le système.
Les kits de micro-irrigation pour jardin sont de plus en plus populaires pour les propriétaires de maison. Ils se composent d'un  « programmateur », d'un détendeur de pression d'eau, d'un tuyau en polyéthylène basse densité et de plusieurs émetteurs (communément appelés « goutteurs » ou « asperseurs »).

## Goutte-à-goutte dans le domaine de l'irrigation

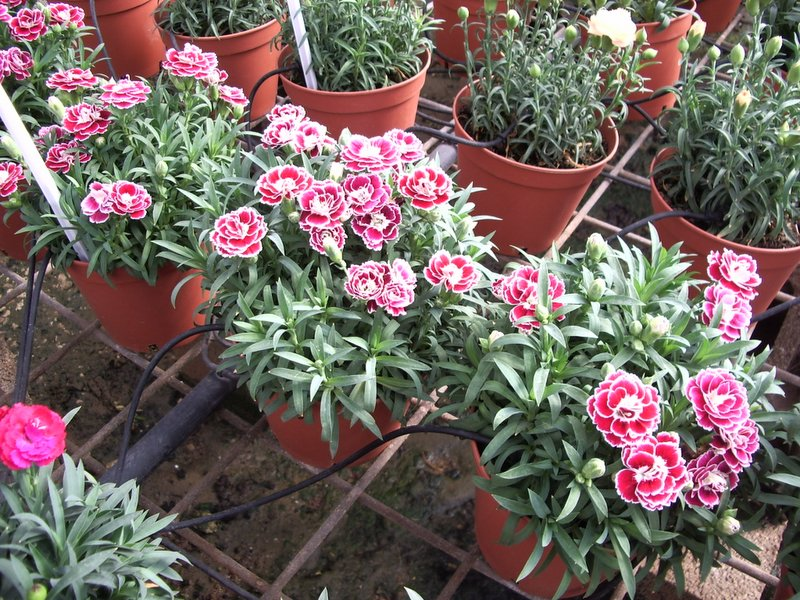
Œillets communs en pépinière, arrosés par irrigation au goutte-à-goutte en Israël

Le goutte-à-goutte met en œuvre des équipements légers et convient bien à la fertirrigation (ou irrigation fertilisante). Il est totalement indépendant des autres interventions sur la culture mais impose dans la plupart des cas l'automatisation, car les apports doivent être fréquents et fractionnés.
L'eau forme sous la surface un « bulbe » humide, ce qui maintient sèche la plus grande partie de la surface. L'évaporation est considérablement freinée, ainsi que la levée d'adventices. Ainsi l'eau n'arrose pas la terre, mais la plante, elle est directement « rendue racines ».
Si elle est correctement conçue, installée et contrôlée, la micro-irrigation peut aider à réaliser d'importantes économies d'eau par la réduction de l'évaporation. En outre, le goutte à goutte peut éliminer beaucoup de maladies qui naissent du contact de l'eau avec le feuillage. Une fois le réseau installé, c’est la fin de la corvée des incessants changements de position des enrouleurs mobilisés dans les systèmes classiques d’irrigation.
Dans les régions où les approvisionnements en eau sont sévèrement limités, il reste possible d'obtenir une nette augmentation de production tout en utilisant la même quantité d'eau qu'auparavant. Cependant, des situations concrètes rencontrées dans le contexte agricole régional, illustrent le fait que le goutte-à-goutte peut présenter des limites en termes d’efficience de l’eau, comme en témoigne François Gontard de la société BRL Exploitation, avec un retour d'expériences dans les départements littoraux de la région Occitanie en France.

### Goutte à goutte enterré

#### Système

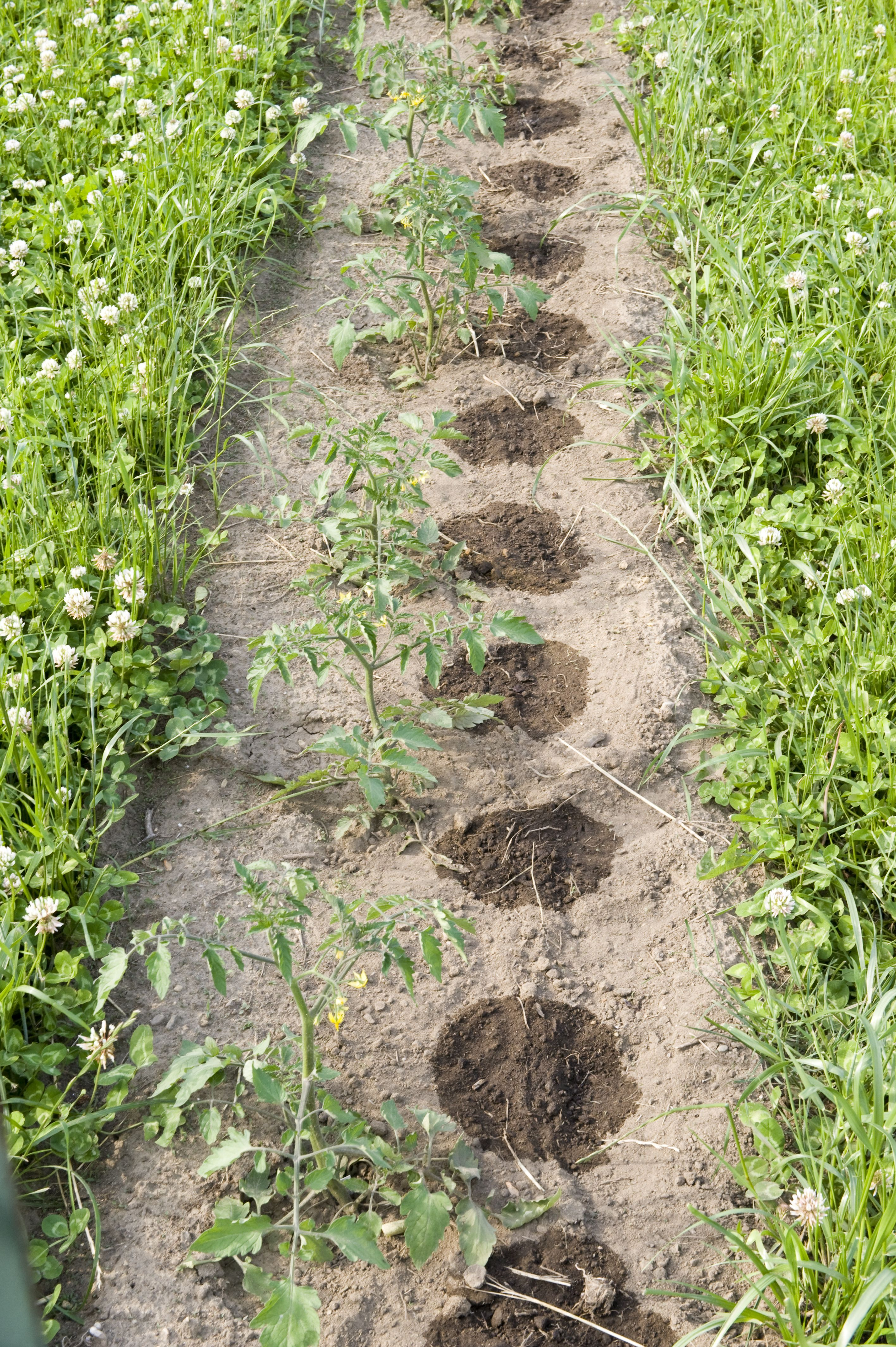
La ligne d'égouttement (GGE) est enfouie juste à côté de plants de tomates cerises et l'eau sort de la ligne à intervalles réguliers (États-Unis).

En agriculture, la technique du goutte à goutte enterré (ou GGE) permet d’apporter l’eau en profondeur, directement aux systèmes racinaires des plantes cultivées. Elle est utilisée pour la vigne et les vergers, le maraichage et les grandes cultures (maïs, pommes de terre par exemple). Des gaines en polyéthylène équipées de goutteurs distribuent l’eau dans le sol en empêchant l’intrusion dans le tube des particules du sol et des racines. Les gaines sont disposées à une profondeur de plus de 30 cm (pour permettre le travail du sol en surface). Quant aux goutteurs, ils sont espacés de 30 à 50 cm, en fonction des cultures. L’irrigation a lieu en profondeur sans humidifier le sol en surface. Le volume imbibé d’eau a la forme d’un bulbe de 60 à 70 cm de large et de 20 à 30 cm de haut qui enrobe le système racinaire. Il est préférable d’adopter la technique sur les parcelles planes. Cependant, sur les terrains en pente, il est possible d’équiper les gaines de goutteurs autorégulants qui permettent d’avoir le même débit sur toute la culture,.

#### Rendement

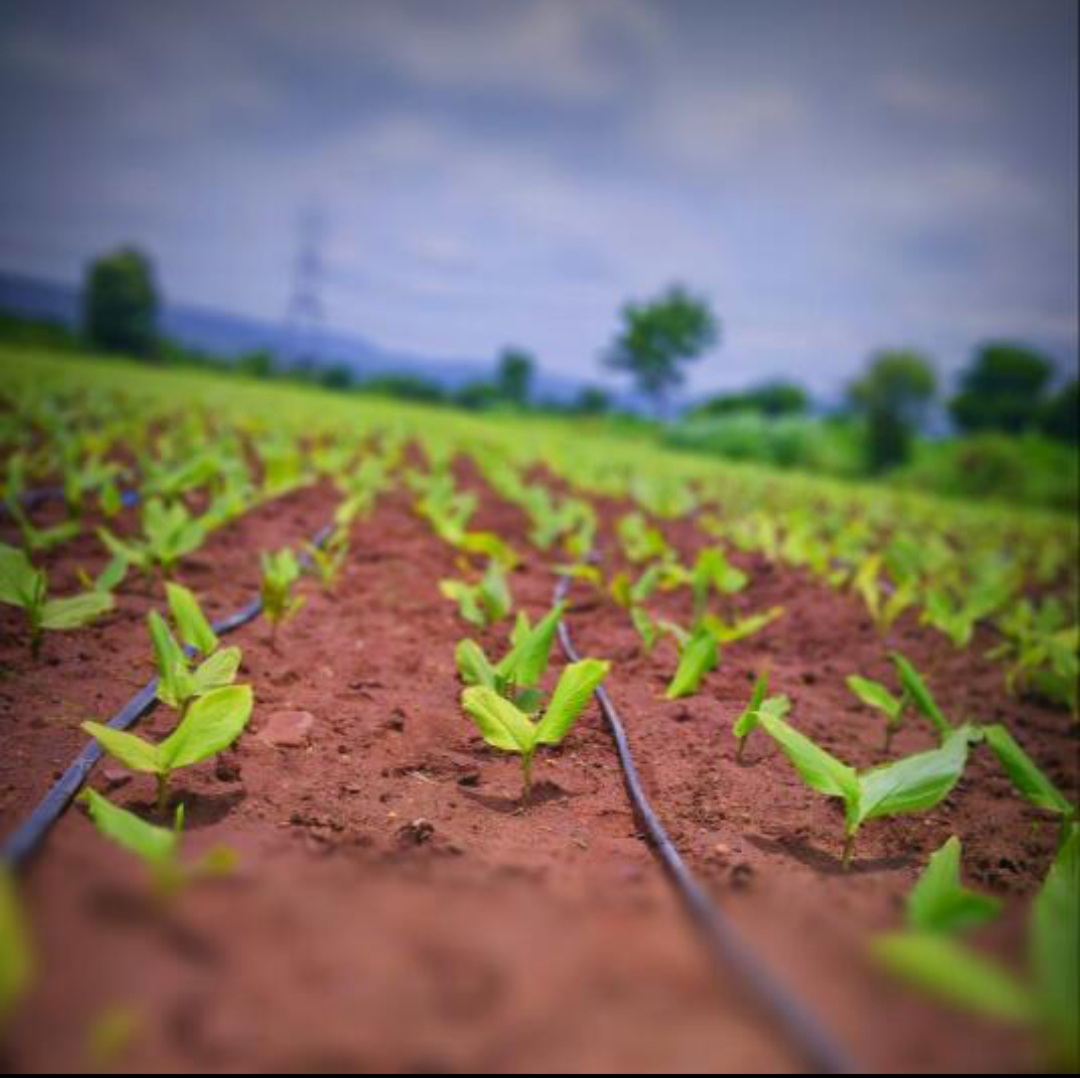
Champ de curcuma irrigué au goutte à goutte.

Selon les chercheurs d'Irstea (devenu INRAE en 2020), le goutte-à-goutte enterré (GGE) permet d'apporter eau et engrais azoté directement aux racines des plantes en faisant des économies d’eau (jusqu'à 30 %), d’engrais azoté (jusqu’à 30 %) et d’énergie (une pression d'un bar suffit à propulser l'eau au lieu des 5 bars nécessaires pour l'aspersion). Des essais comparatifs sur différents types de culture et de rotation ont eu lieu à la station expérimentale de Lavalette (Hérault). Ainsi par exemple des essais ont été réalisés en 2011 sur des monocultures de maïs sur les sols limoneux argileux de la station. Ils ont montré qu'avec des gaines espacées de 1,20m, le GGE a permis d'obtenir 4,10 kg de grain par m3 d'eau distribuée, contre 3,20 pour l'aspersion au canon et 3,18 pour la couverture intégrale (rampes d'arrosage présentes pendant toute la saison d'irrigation).

#### Eaux usées traitées
Le GGE reste également utilisé pour l'arrosage des espaces verts et notamment les gazons, parfois en réutilisant des eaux usées traitées. L’eau récupérée est traitée et filtrée pour éviter le colmatage des goutteurs par les matières en suspension et réduire le taux de matière organique. Les gaines d'acheminement de l'eau et les goutteurs sont positionnés à 10-20 cm de profondeur, ce qui évite les risques de contamination par des agents pathogènes et permet d'utiliser certaines machines, comme le scarificateur, sans endommager le matériel enfoui dans le sol.

#### Inconvénients
Selon les experts d'INRAE, le GGE pour des usages agricoles présente quelques inconvénients. Son coût d'installation est supérieur de 30 % à celui des techniques classiques. Si la durée de vie potentielle des installations est de dix ans, dans les faits, elle n'est que de cinq ans en moyenne. La technique ne convient pas à tous les sols (comme par exemple le sable). Elle demande plus de technicité et le sens de l’observation, car l’eau n’est pas visible et elle est difficile à quantifier.
La formation des agriculteurs à la technique du GGE reste donc utile. Il est aussi pertinent de s’équiper d’appareil de mesure (capteurs d’état hydrique du sol par exemple). Pour la levée des graines lors du semis, il faut disposer d’un deuxième système d’irrigation de type canon à eau pour pallier d’éventuels manques de pluie. Enfin, pour ne pas endommager les tuyaux enterrés, il faut s’en tenir à un travail du sol superficiel ou adopter le semis direct sur couvert végétal.

## Portée mondiale et leaders du marché

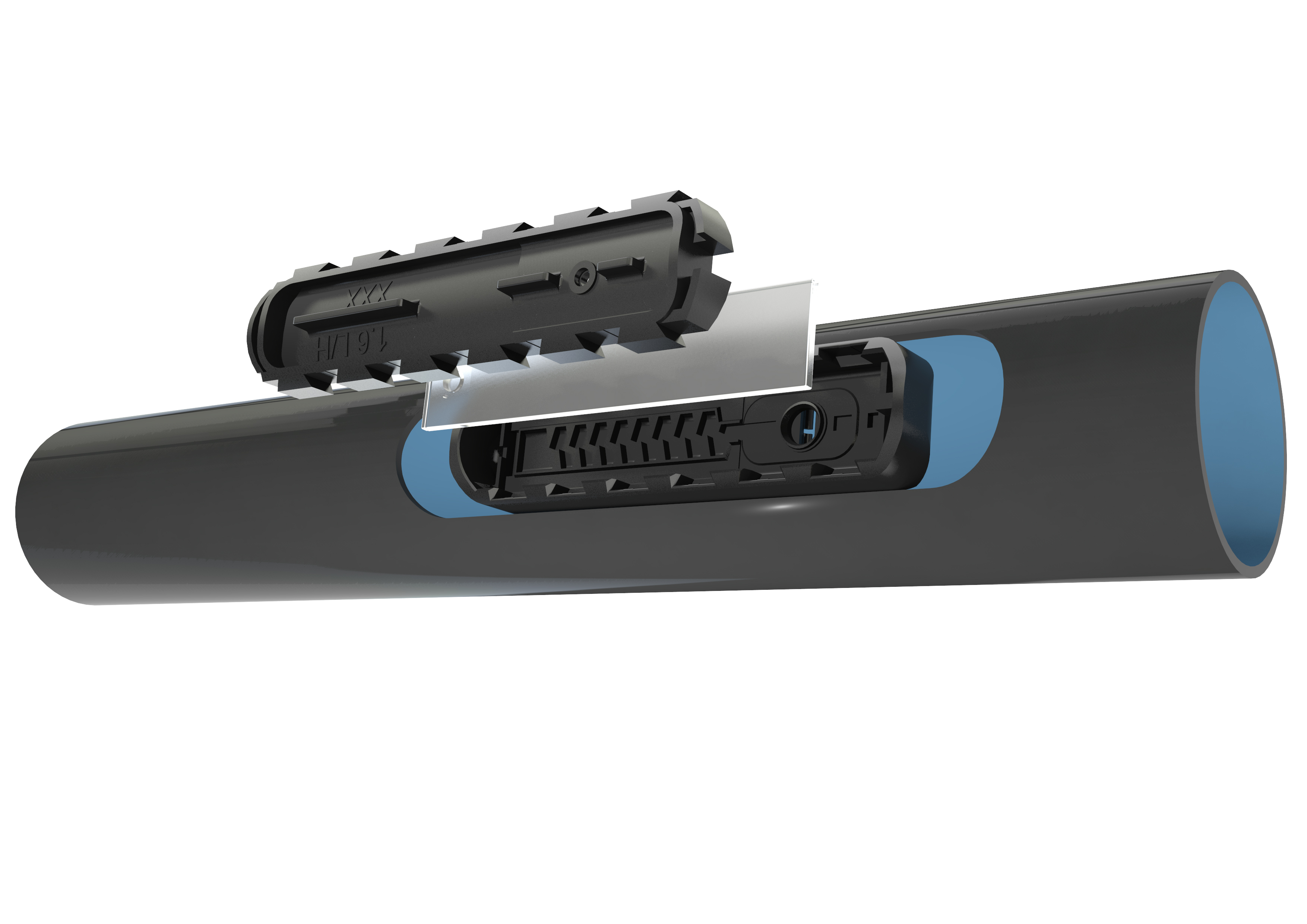
Système de compte-gouttes Yoneram.

L'invention du système goutte à goutte a provoqué une révolution mondiale dans les méthodes d'irrigation et de fertilisation en agriculture, et a permis d'économiser l'eau, d'augmenter les rendements des récoltes et de lutter contre la faim dans le monde,.
De nos jours, les systèmes d’irrigation goutte à goutte sont produits par de nombreuses entreprises dans le monde, Israël jouant un rôle central dans le développement et la production.
En 2012, la Chine et l'Inde sont les pays à la croissance la plus rapide dans le domaine de la micro-irrigation goutte à goutte ou autre, alors que dans le monde, plus de dix millions d'hectares utilisent ces technologies. Pourtant, cela représente alors moins de 4 % des terres irriguées du monde.
Cette année-là, l'Israélien Netafim est le leader mondial du marché (une position qu'il maintient jusqu'en 2018  ) avec une distribution sur plus d'une centaine de pays, l'Indien Jain Irrigation étant la deuxième plus grande entreprise de micro-irrigation en dehors de l'Inde. En 2017, l'Israélien Rivulis rachète le Grec Eurodrip et devient le deuxième fabricant mondial de systèmes d'irrigation.